# Italo - Nuovo Trasporto Viaggiatori
Italo - Nuovo Trasporto Viaggiatori S.p.A. (NTV) è un'impresa ferroviaria italiana privata, di proprietà della Mediterranean Shipping Company, che opera nel campo dei trasporti ferroviari ad alta velocità.

## Attività

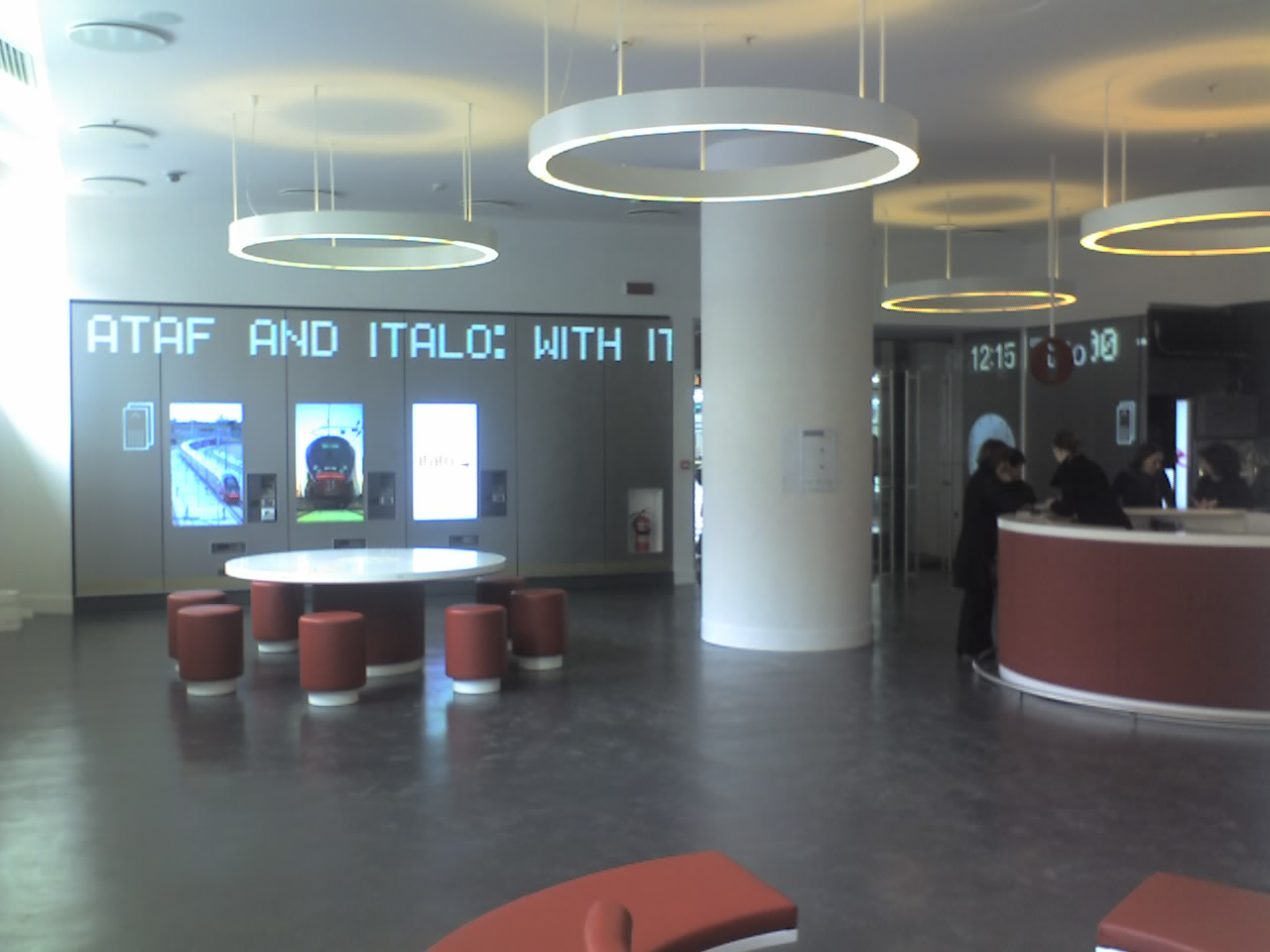
Sala d'attesa NTV a Firenze Santa Maria Novella

Per l'espletamento dei suoi servizi, commercialmente promossi con il nome .italo, NTV utilizza due tipologie di elettrotreni: gli AGV 575, commissionati ad Alstom nel 2008 e con i quali ha iniziato l'attività nel 2012, e gli ETR 675, anch'essi commissionati ad Alstom nel 2015 ed entrati in servizio a partire dal 7 dicembre 2017. I servizi Italo viaggiano sia sulle linee ad alta velocità dedicate sia su linee convenzionali e competono sul mercato con i treni Frecciarossa e Frecciargento di Trenitalia.
Il servizio consta di diverse rotte, le quali servono 55 città e 62 stazioni:
- Torino Porta Nuova
- Torino Porta Susa
- Rho Fiera Milano
- Milano Centrale
- Milano Rogoredo
- Pavia
- Voghera
- Tortona
- Genova Piazza Principe
- Genova Brignole
- Bergamo
- Brescia
- Desenzano del Garda-Sirmione
- Peschiera del Garda
- Verona Porta Nuova
- Rovereto
- Trento
- Bolzano
- Vicenza
- Padova
- Venezia Mestre
- Venezia Santa Lucia
- Treviso Centrale
- Conegliano
- Pordenone
- Udine
- San Donà di Piave-Jesolo
- Portogruaro-Caorle
- Latisana-Lignano-Bibione
- Trieste Airport
- Monfalcone
- Trieste Centrale
- Rovigo
- Ferrara
- Reggio Emilia AV Mediopadana
- Bologna Centrale
- Firenze Santa Maria Novella
- Roma Tiburtina
- Roma Termini
- Caserta
- Benevento
- Foggia
- Barletta
- Trani
- Bisceglie
- Molfetta
- Bari Centrale
- Aversa
- Napoli Afragola[4]
- Napoli Centrale
- Salerno
- Agropoli-Castellabate
- Vallo della Lucania-Castelnuovo
- Sapri
- Maratea
- Scalea-Santa Domenica Talao
- Paola
- Lamezia Terme Centrale
- Vibo Valentia-Pizzo
- Rosarno
- Villa San Giovanni
- Reggio Calabria Centrale

Prima dell'acquisizione di Itabus, veniva proposto un servizio automobilistico, chiamato Italobus, riservato ai possessori dei biglietti dei servizi Italo. Dal 2023 è Itabus che integra la rete ferroviaria con il trasporto su gomma e collega tramite autobus varie località con le stazioni in cui effettuano fermata i treni Italo.

## Servizi a bordo

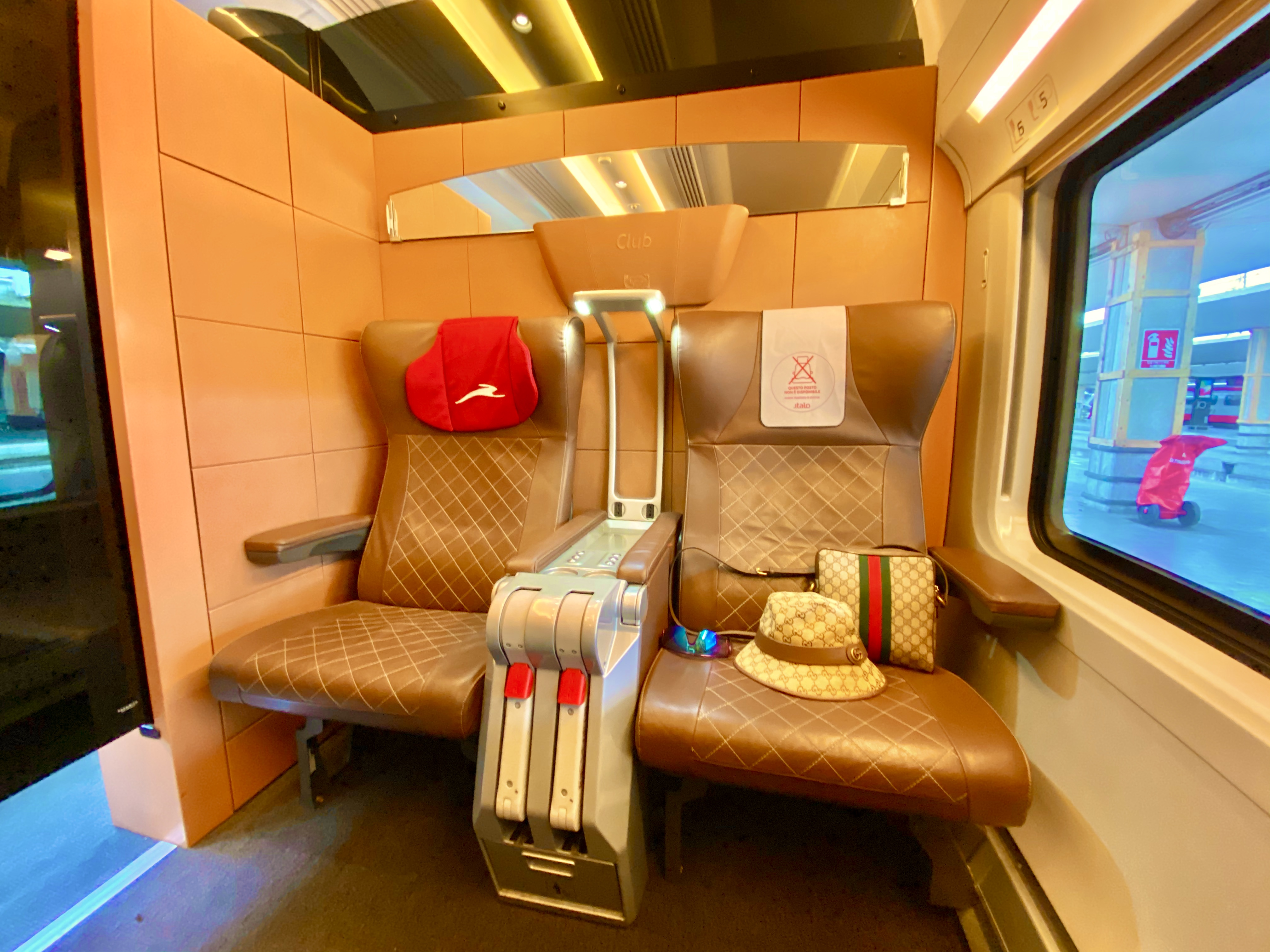
Salotto Club Executive, Italo AGV 575

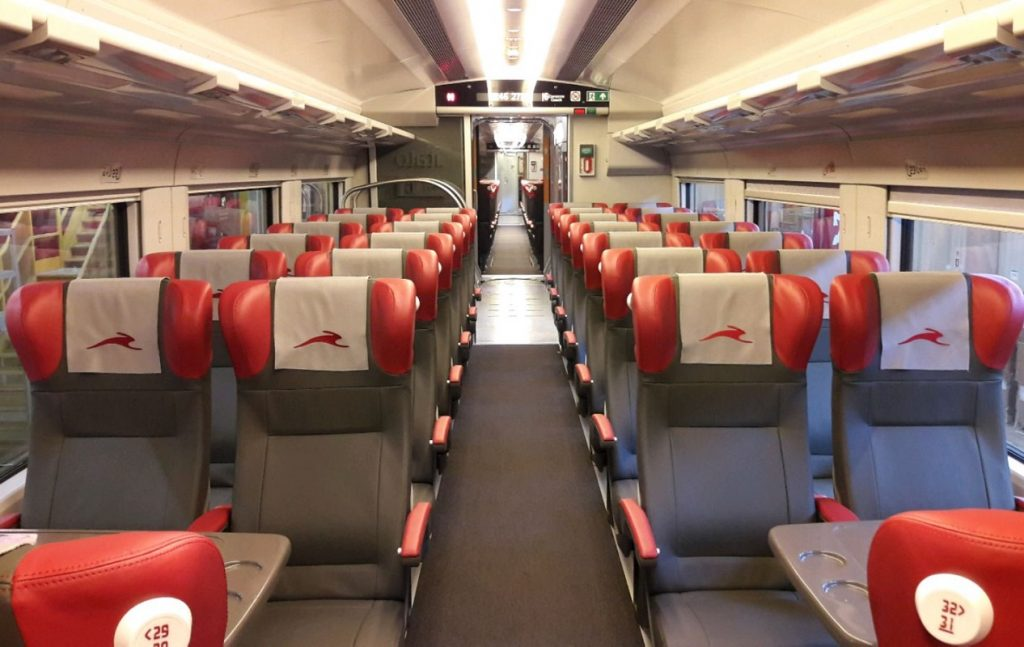
Ambiente Smart, Italo AGV 575

A bordo dei treni Italo sono presenti cinque diversi livelli di servizio, detti ambienti:
- Smart, carrozza con configurazione 2+2 senza servizi particolari
- Smart Cinema (solo sugli AGV 575), ambiente identico a Smart con in più i jack per gli auricolari al posto e otto schermi televisivi da 20” FHD sul soffitto del corridoio, senza sovrapprezzo rispetto a Smart
- Prima, ambiente dotato di ampi spazi (in configurazione 2+1), servizio di benvenuto e priority boarding
- Club Executive, configurazione 2+1, con Italo Lounge per l'attesa, priority boarding, schermi personali e catering dedicato
- Club Executive Salottino, ambiente sulla scia di Club Executive ma dotato di salottini da 4 posti prenotabili solo integralmente; i servizi offerti sono identici a quelli di Club Executive

Su ogni convoglio vi sono distributori automatici di cibi e bevande (carrozze 3 e 7), gestiti da società esterna. In tutti gli ambienti sono disponibili il Wi-Fi ed il portale di intrattenimento Italo Live.

## Servizi a terra
Italo-NTV dispone di un ambiente dedicato ai passeggeri in stazione: Lounge Italo Club, accessibile ai clienti che viaggiano nell'ambiente Club Executive ed ai possessori di carta Italo Più Privilege.

## Storia

Logo NTV - Nuovo Trasporto Viaggiatori

La società venne fondata nel 2006 da Luca Cordero di Montezemolo, Diego Della Valle, Gianni Punzo e Giuseppe Sciarrone con l'intenzione di competere con Trenitalia sulle linee ad alta velocità italiane, in vista della liberalizzazione del settore ferroviario nell'Unione europea. Nel gennaio 2008 NTV modificò il proprio assetto societario con l'ingresso di Intesa Sanpaolo, seguito nell'ottobre dello stesso anno dalla Société Nationale des Chemins de fer Français (SNCF); nel medesimo anno l'impresa ferroviaria ordinò ad Alstom la costruzione di venticinque treni del tipo Automotrice à grande vitesse (AGV), che furono costruiti negli stabilimenti di La Rochelle e Savigliano.
Nel marzo 2011 il consiglio di amministrazione di NTV affermò che l'avvio del mercato liberalizzato risultava lento e ipotizzò un tentativo di ostruzione dell'ingresso dei suoi treni nel mercato italiano da parte di Rete Ferroviaria Italiana (RFI) mediante la modifica straordinaria del prospetto informativo della rete. In seguito, il Gruppo FS rispose in un comunicato che le modifiche non avrebbero danneggiato NTV.
Il 19 ottobre dello stesso anno, la società ottenne dall'Agenzia Nazionale per la Sicurezza delle Ferrovie (ANSF) il certificato di sicurezza che le permette di accedere alle linee ad alta velocità della rete italiana e ad alcune linee afferenti, come la Firenze–Roma, la Roma–Cassino–Napoli e la Roma–Formia–Napoli.
Il 28 aprile 2012 iniziò dunque l'attività commerciale vera e propria, sulla relazione Milano Porta Garibaldi–Napoli Centrale.
Il 24 ottobre dello stesso anno si verificò un cambio di vertice: Montezemolo lasciò l'incarico di presidente, pur rimanendo azionista della società, mentre Vincenzo Cannatelli si dimise da vicepresidente, rimanendo all'interno del consiglio d'amministrazione. Alla presidenza subentrò Antonello Perricone, che dal 2 ottobre 2013 è anche amministratore delegato, in seguito alle dimissioni di Giuseppe Sciarrone.
Il 9 dicembre 2015 Flavio Cattaneo viene nominato amministratore delegato (resterà in carica fino a marzo 2016) e Andrea Faragalli Zenobi viene nominato presidente di NTV. Nel settembre 2017 nuovo cambiamento nel vertice: Faragalli Zenobi si dimette, Montezemolo diventa di nuovo presidente e Flavio Cattaneo, dopo avere lasciato Telecom, torna alla guida dell'azienda investendo 15 milioni di euro e portando la sua quota di azionista dal 2,1% al 5,1%.
Dopo avere adottato il 18 gennaio 2018 la nuova denominazione Italo, pochi giorni dopo (il 23 gennaio) la società presenta domanda di ammissione presso la Consob per essere quotata alla Borsa di Milano. Il 7 febbraio 2018 NTV viene ceduta all'americana Global Infrastructure Partners per 1,98 miliardi di euro. Non compatti nella decisione di vendere i soci fondatori: Diego Della Valle, che da un mese non faceva più parte del consiglio d'amministrazione, dirà che "è stato un errore".
Nel maggio 2023 viene annunciata l'acquisizione da parte di Italo - Nuovo Trasporto Viaggiatori della società Itabus, venendosi così a creare un polo del trasporto ferro-gomma. Dal punto di vista operativo si prevede un'integrazione tra la rete ferroviaria e le linee autobus, a cominciare da Campania, Sicilia e Puglia.
Sempre fonti di stampa riferiscono che fondi americani allargherebbero la loro presenza.
Il 2 ottobre 2023 il 50% della società viene acquisito dal gruppo Msc, della famiglia Aponte.

## Dati societari
A novembre 2024, la compagine azionaria è così composta:
- 49,23% MSC (INVESTEMENT HOLDING LIMITED S.À.R.L.)
- 36,51% Global Infrastructure Partners, di cui:
  - 17,03% GIP III GLOBAL INVESTMENTS S.À.R.L.
  - 19,48% GIP PEGASUS FUND, L.P.
- 10,79% Allianz
- 3,47% Altri investitori (Luca Cordero di Montezemolo, Isabella Seragnoli, Alberto Bombassei, IP Infra Investors LP, Missouri Local Government Employees Retirement System)

Prima dell'acquisizione da parte di Global Infrastructure Partners, tra i soci fondatori erano rimasti nella compagine azionaria Luca Cordero di Montezemolo, Diego della Valle e Giovanni Punzo. Al 16 giugno 2017 il capitale sociale ammontava a 57207884,00 € e risultava così ripartito. Variazione nel giugno 2017 con l'ingresso del fondo di private equity Peninsula Capital e nel settembre 2017 con la quota della Partind (Flavio Cattaneo) che passa dal 2,1% al 5,1%.
- 39% Soci Fondatori:
  - MDP Holding Due S.r.l. + FA.DEL. S.r.l. 18,0% (Della Valle)
  - MDP Holding Uno S.r.l. + MDP Holding Quattro S.r.l. 12,8% (Montezemolo)
  - MDP Holding Tre S.r.l. 8,2% (Punzo)
- 19,7% Intesa-Sanpaolo S.p.A.
- 15% Allegro S.A.R.L (Generali)
- 13% PII1 S.A.R.L (Peninsula Capital)
- 6,0% MAIS S.p.a (Seragnoli)
- 5,0% Nuova Fourb S.R.L. (Bombassei)
- 5,1% PARTIND S.R.L. (Cattaneo)

### Oneri di utilizzo della rete ferroviaria
NTV disponeva di un ufficio studi che, fondato nel 2009, ha per fine quello di monitorare il processo di liberalizzazione dei servizi ferroviari ad alta velocità in Europa e nel mondo.
All'avvio del servizio degli AGV, fu concordata una annualità di circa 140 milioni di euro che NTV corrispondeva a favore di RFI. Tale prezzo era calcolato su una media di 13,40 €/km moltiplicati per il passaggio di 25 treni al giorno, tutti i giorni, su un tracciato di circa 1152 km (Linea AV Torino-Salerno, Linea AV Padova-Venezia, Ferrovia Padova-Bologna).
Nel novembre 2014, l'autorità per i trasporti ha concordato la riduzione del pedaggio ferroviario, fissandolo a 8,20 €/km, con proporzionale diminuzione della annualità.

### Materiale rotabile

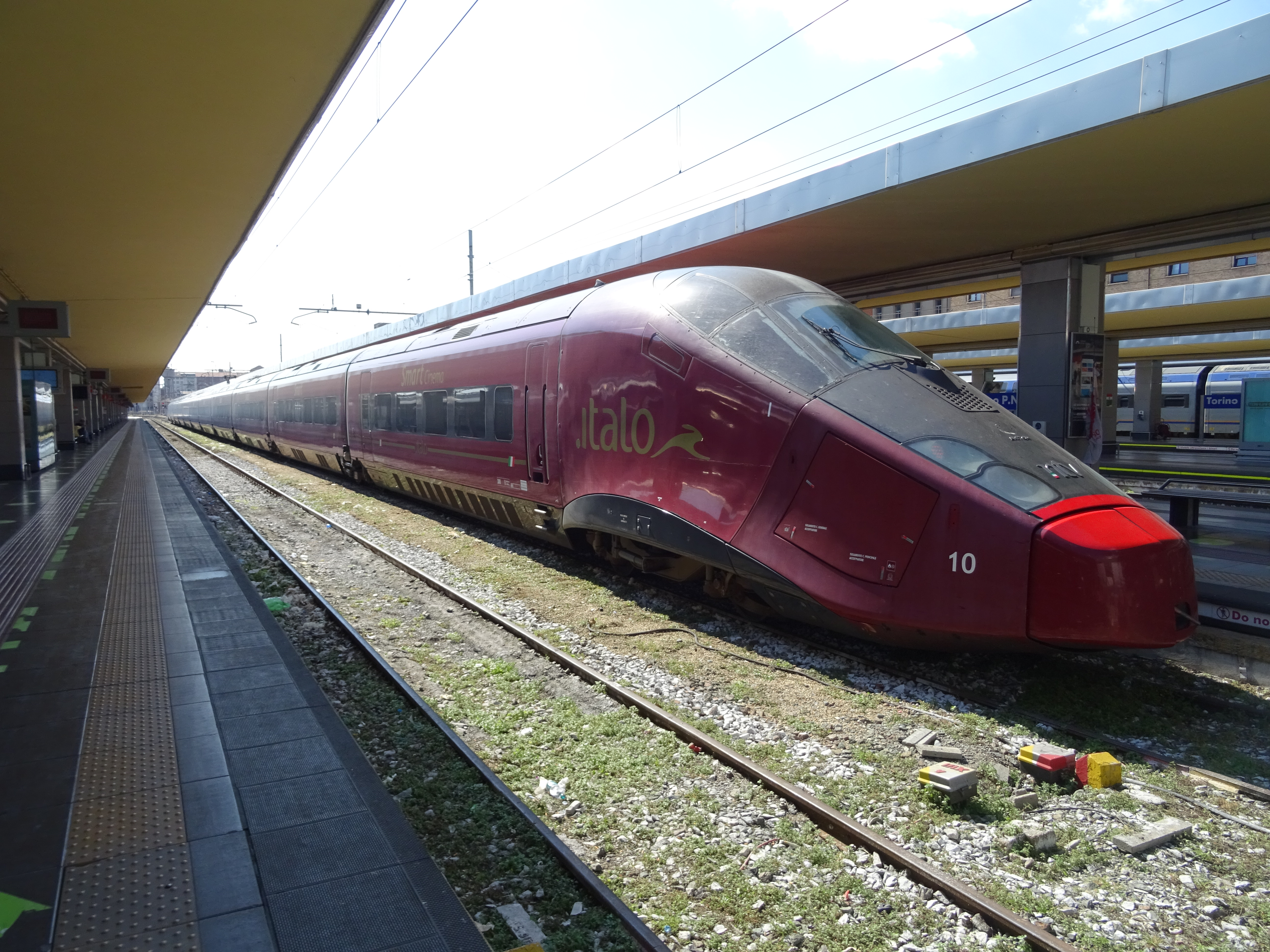
L'AGV 575 n.10 in sosta alla stazione di Torino Porta Nuova

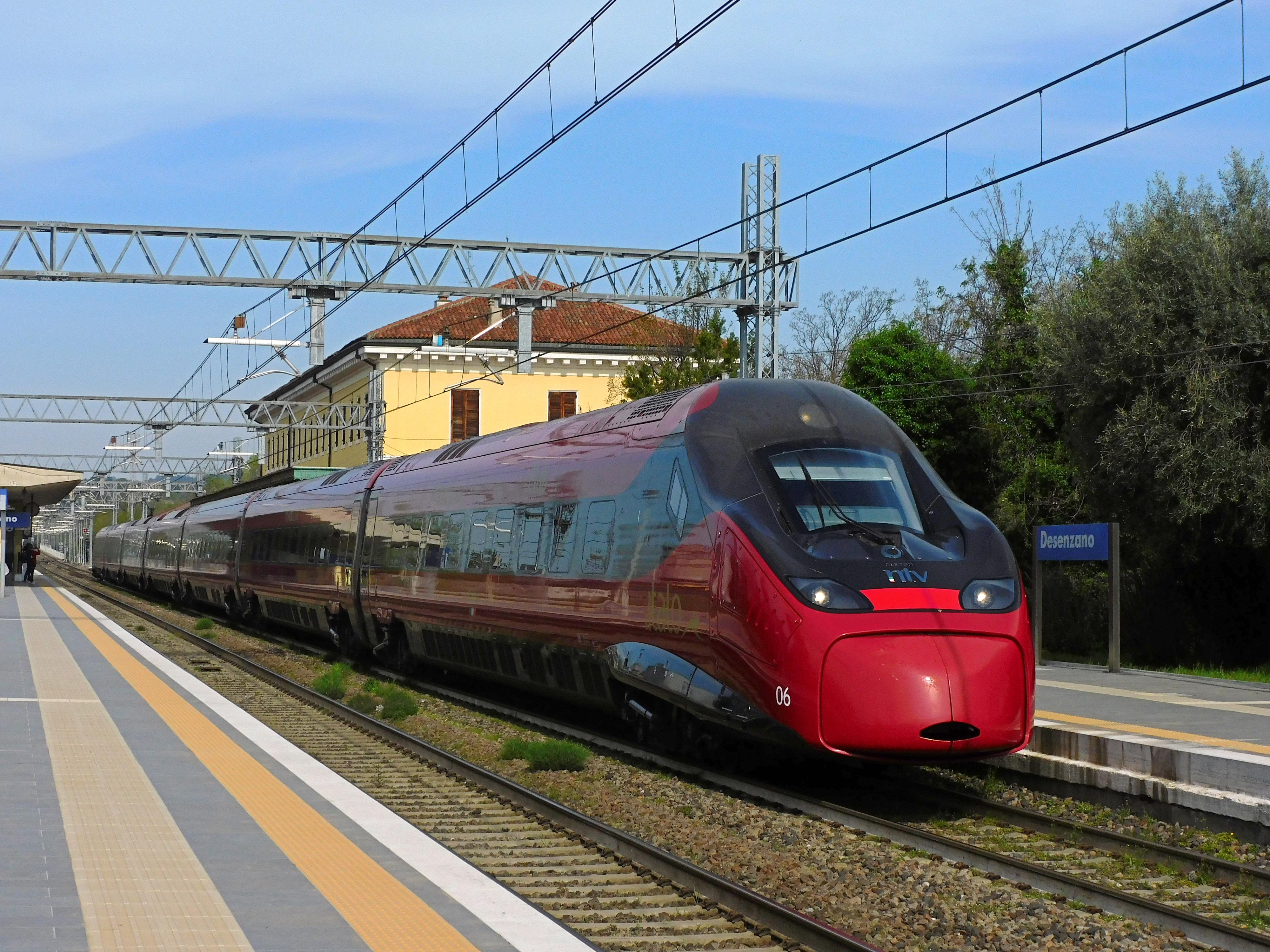
L'ETR 675 n.6 in sosta alla stazione di Desenzano.

Il 17 gennaio 2008 NTV ha ordinato ad Alstom venticinque treni ad alta velocità AGV 575, composti da undici carrozze ed in grado di viaggiare ad una velocità massima di 360 km/h, che tuttavia sulle infrastrutture italiane è limitata a 300 km/h, e di trasportare 462 passeggeri ciascuno. Il nome commerciale Italo è stato scelto e a seguito di un sondaggio online. Dopo il lancio delle prime relazioni ferroviarie, il marchio .italo è impiegato da NTV anche sui gadget aziendali. Il 30 marzo 2013 è entrata in servizio a pieno regime l'intera flotta, composta da 25 treni AGV 575; NTV rimane ad oggi l'unico operatore ad aver adottato tale modello di rotabile.
I convogli hanno una livrea di color amaranto con una fascia oro che viene ripetuta per tutta la lunghezza del treno.
Nell'ottobre 2015 la società ha firmato con Alstom un contratto per l'acquisto e la manutenzione per i successivi 30 anni di 12 treni Alstom Nuovo Pendolino ETR.675, entrati in servizio con il nome Italo EVO. Questi treni possono viaggiare alla velocità massima di 250 km/h e sono composti da 7 carrozze, in grado di trasportare 472 passeggeri. Nel novembre 2017 il numero di ordini è stato aumentato a 17 convogli mentre il 7 dicembre 2017 i primi quattro Pendolini consegnati sono entrati in servizio. Il 31 luglio 2018 è stato sottoscritto un ordine da 330 milioni di euro per ulteriori 5 ETR.675, portando così a 22 la flotta costituita dagli Italo EVO. Esercitando opzioni contrattuali gli Italo EVO ordinati sono arrivati a 26.
Oltre ai convogli AV, la società dispone di due locomotive da manovra Vossloh G2000 in regime di noleggio, stazionate presso Bologna e Milano.

### Manutenzione e depositi
Le officine sorgono a Nola, vicino a Napoli, presso l'Interporto Campano, e sono situate in un'area che misura 140000 m².
La manutenzione è svolta direttamente in loco da Alstom, con la quale NTV ha stipulato un contratto trentennale.
Dal 12 dicembre 2015 Alstom effettua manutenzione agli AGV anche presso l'impianto di Milano Fascio San Rocco, dove RFI ha messo a disposizione l'infrastruttura.
Nel novembre 2017 viene reso operativo anche un deposito di manutenzione a Venezia, dedicato soprattutto agli ETR.675.